# Сеть гостеприимства
Сеть гостеприимства (Hospitality network) — сообщество людей, предлагающих погостить у себя дома другим членам этого сообщества. Как правило, речь идёт об остановке на несколько дней. Обычно о приезде договариваются через специализированные сайты. Помимо универсальных сетей, существуют сети, ориентированные на конкретные группы людей: велосипедистов, эсперантистов и т. п.

## Принцип работы
Чтобы воспользоваться услугами сети, необходимо зарегистрироваться (обычно на сайте), а так же как можно более полно и интересно заполнить анкету, которую увидят другие участники. После этого становится доступным поиск людей, у которых можно остановиться (место, где можно остановиться, называют «вписка»), форум и др.
Чтобы договориться о «вписке», нужно написать письмо человеку, у которого можно остановиться. В письме сообщаются даты приезда/отъезда, цели путешествия, планы, увлечения и всё остальное, что может заинтересовать собеседника. Часто при поиске «вписки» рассылают письма сразу нескольким участникам, так как в ответном письме может быть отказ (хозяин может быть занят в эти дни, находиться в другом городе, он может уже договориться с другими путешественниками о том, что они приедут к нему в указанные дни, да и просто может захотеть отдохнуть без гостей). Так же через письма обмениваются телефонами и/или договариваются о встрече. Договариваться о «вписке» лучше заранее, хотя некоторые участники готовы принять гостя и буквально через пару часов после того, как договорились на сайте.
Как правило, на таких сайтах есть возможность написать отзыв о другом участнике. В отзыве коротко описывается, как и где встретились с участником, чем он заинтересовал, были ли негативные моменты, общее впечатление от общения.
Члены такого сообщества должны уважительно относиться друг к другу, считаться с привычками и традициями друг друга, ведь часто таким образом встречаются представители различных культур.
Деньги за проживание не берутся, но, по договорённости с хозяином, от гостя может потребоваться покупать себе еду, мыть за собой посуду и т. п.
Через такие сети можно не только найти где остановиться, но и договориться с местными жителями о встрече. Таким образом, даже те, кто не может принимать гостей, тоже могут участвовать в обмене гостеприимством: они могут встречаться с путешественниками, рассказывать им о городе, показывать интересные места.
Многие члены таких сетей путешествуют автостопом.

## История
Впервые идея обмена гостеприимством была реализована в открывшейся в 1949 году международной некоммерческой службе Servas Open Doors, миссия которой формулировалась как «мир во всём мире». Уже на следующий год появилась служба «Intervac», приоритетом которой были дешёвые путешествия. С распространением Интернета количество и разнообразие таких сетей резко увеличилось.

## Преимущества
По сравнению с проживанием в гостиницах обмен гостеприимством имеет ряд преимуществ:
- Позволяет экономить на жилье.
- Возможность познакомиться с бытом местных жителей «изнутри».
- Возможность встретить интересных людей, единомышленников.
- Большинство таких сетей интернациональные, путешествия через них дают хорошую практику в изучении иностранных языков.
- Местные члены такой сети могут помочь приезжему сориентироваться в городе, встретить/проводить его, помочь при возникновении непредвиденных обстоятельств.

## Недостатки
К недостаткам такого способа путешествий можно отнести:
- Необходимость согласовывать своё расписание с принимающей стороной. Нередко бывает так, что хозяин работает и гостю приходится выходить из дома рано утром и возвращаться только вечером по окончании рабочего дня.
- Зачастую нужно оговаривать свой приезд заранее.
- Часто в доме нет отдельной кровати для гостя, и ему приходится спать на не очень удобном диване или на полу в спальном мешке.
- Многие люди боятся гостить у незнакомых людей или пускать незнакомцев к себе домой (но ведь они вероятнее всего и не будут принимать участие в описываемой практике).

## Безопасность
Так как использование таких сетей подразумевает очень быстрый переход от общения в интернете к близкому общению в реальной жизни, то безопасности уделяется большое внимание. Основными инструментами обеспечения безопасности являются:
- Наличие отзывов других пользователей. Перед тем, как встретиться с незнакомым участником, можно прочитать, что о нём думают другие члены сообщества.
- Запись переговоров через сайт администрацией сайта.
- Указание участниками своих паспортных данных.

Также рекомендуется перед поездкой познакомиться с более чем одним местным членом сети, чтобы в случае возникновения проблем можно было обратиться к ним.

## Реализации
Существует множество сетей гостеприимства. Сейчас большинство из них имеет свои сайты в сети Интернет. Сети отличаются друг от друга количеством членов, направленностью, устройством сайтов. Многие люди являются одновременно членами сразу нескольких сетей гостеприимства. В зависимости от страны та или иная сеть может быть более популярной.